# La Torre de l'Espanyol
La Torre de l'Espanyol est une commune de la province de Tarragone, en Catalogne, en Espagne, de la comarque de Ribera d’Ebre

## Géographie
Le village se trouve à 53 km à l'Ouest du centre-ville de Tarragone et à 47 km au Sud de Lérida.